# آیدین ساییلی

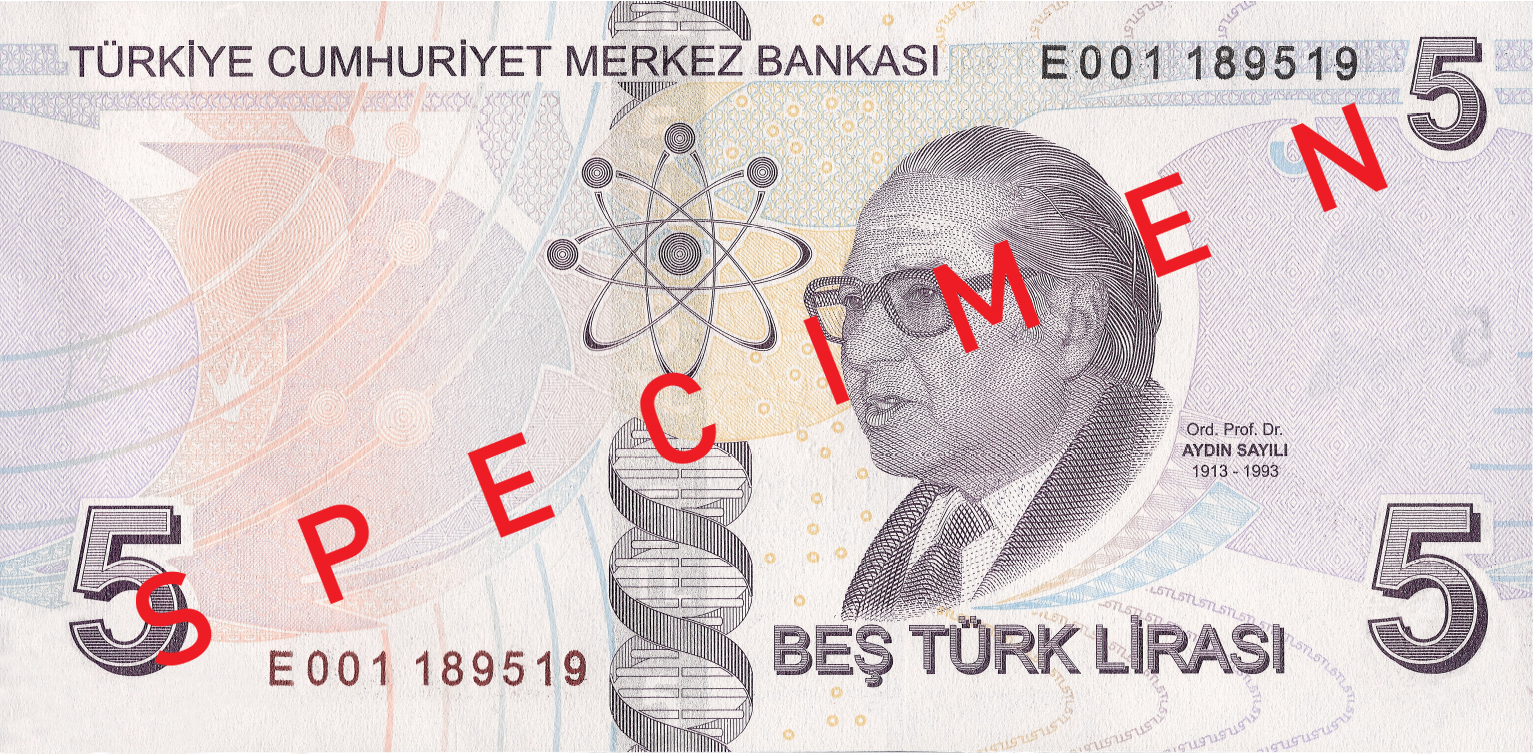
نگارهٔ آیدین ساییلی بر روی اسکناس ۵ لیتر ترکیه

آیدین ساییلی (به ترکی استانبولی: Aydın Sayılı) (زاده ۱۹۱۳-درگذشت ۱۹۹۳)تاریخدان علم و تاریخنگار ریاضیات بود.
او در سال ۱۹۴۷ از دانشگاه هاروارد در رشته تاریخ علم فارغ‌التحصیل شد.
عکس ساییلی بر روی اسکناس‌های ۵ لیره ترکیه از سال ۲۰۰۹ چاپ گشته است

## آثار
- The Observatory in Islam, Arno Press, June 1981, part of  The Development of Science: Sources for the History of Science Series  (Advisory Editor I. Bernard Cohen), ISBN 0-405-13951-9